# Louis Dega
Louis Dega  foi um suposto criminoso francês que ficou preso na Ilha do Diabo. Sua história se tornou conhecida através do livro Papillon, de outro presidiário, Henri Charrière, onde é descrito como um figurão da cena criminosa de Marselha antes de ser pego em um esquema de falsificação de títulos, exposto por um certo "Brioulet". Sentenciado a 13 anos na Ilha do Diabo, no percurso conheceu Charrière, de quem ficou amigo e ajudaria em suas tentativas de fuga. Porém há vários indícios de que Dega seja um amálgama de pessoas que Charrière conheceu na cadeia ou leu a respeito, sendo que o próprio Charrière é um farsante, se apoderando de uma história escrita por Renê Belbenoit, o verdadeiro Papillon
. Um escândalo de falsificação ocorreu em Metz em 1925, com o principal forjador sendo Fernand Royer, mas nenhum Dega ou Brioulet estão listados entre os envolvidos.
Nas adaptações de Papillon, Dega foi interpretado por Dustin Hoffman no filme de 1973, e Rami Malek na versão de 2017.